# Chakuwiki
Chakuwiki（チャクウィキ）は、かつて存在したウィキサイトである。創設者は谷口 一刀（たにぐち まさと）。

## 来歴
このサイトは個人のブログサイト「借力」（ちゃくりき）が基となっている。借力では、2003年7月に始められた、“何の資料も参照せずに地図を書くとどうなるか”をテーマとして、ブログのコメント欄に寄せられた勘違いや思い込みの情報を日本地図の画像に順次反映させてゆく「バカ日本地図」、2004年2月からの「バカ世界地図」など、次々とユーモラスなプロジェクトが企画進行された。一部のコンテンツは書籍として出版され（後述）知名度も上昇した。
各『県』の噂を持ち寄ることによって、ご当地のイメージを明らかにする」をテーマとして、主として全く知らない地方・外国に関する思い込みを共有するための「ご当地の噂」がスタートされ、2005年3月にMediaWikiへプラットフォームを移し、「借力のウィキ版」として“チャクウィキ”と命名されて開始された。Chakuwikiの「バカ」とは、罵倒語としての否定的な用法ではなく「自分のバカさかげんを自覚している人」という肯定的な意味、あるいは「バカバカしい、間抜けな物・事・勘違い」という意味として用いられていた。
長らく定まっていなかったChakuwiki利用者の公式愛称は2008年4月1日に借民 (chakumin) となった。ほかに「Chakuwikiファン」・「Chakuwikiユーザー」などと呼ばれているが公式な愛称ではない。
2016年8月25日からチャクウィキが常時SSL化（常時HTTPS化）、同時にスマートフォンからの編集が可能となり、インターフェースなどが一部リニューアルされた。

### 運営者の死去と閉鎖
2020年8月に、Chakuwiki運営者の谷口一刀が死去した。6月24日付でnoteの有料マガジンも廃刊しており、Twitterも7月30日を最後にツイートが無かった。49日を過ぎた9月24日に、谷口の知人であった緑川岳志が自身のウェブサイトで訃報を伝えていたが、この時点でChakuwikiでは谷口の死去は話題となっていなかった。
12月にwiki.chakuriki.netのドメインが失効し、同ドメインからアクセスできなくなった。以降しばらくはIPアドレス経由でアクセス可能だったが、12月23日に閲覧できなくなった。親サイトの借力も閲覧不能となっている。
上記ドメイン失効直後から利用者有志によって議論が行われ、移転も含めた存続が模索された。しかし谷口の遺族側が廃止・閉鎖を望んでいると伝えられるなど協議は難航した。

## 投稿スタイル
ウィキペディアのような百科事典スタイルではなく、多数の投稿者が、テーマ（主に地域）毎の「思い込み」を短い箇条書き形式で少しずつ書き足していき、それに対するコメントや関連する噂を入れ子形式で追加するというスタイルをとっていた。一見するとチャットや電子掲示板に類似しているが、そのスタイルは独特のもので、サブスタブの概念もなく、かつてはテーマ毎に一行でも投稿があれば記事として成立した。現在は5行以上の記事がなければスタブ扱いとしたり、類似テーマ記事を統合したりすることが行われるようになり、「Chakuwiki:バカの卵」など記事作成以前のテーマを持ち寄って記事として成立する分量にするコーナーを設けていた。
Chakuwikiのユーザーには、ウィキペディアンを兼ねる者や2ちゃんねらーを兼ねる者も多く内在しており、それらから経由されてきた情報や噂を供給している。しかし、Chakuwiki独特のスタイルはそれらの書式とはかなりの相違があるためか、戸惑うユーザーも少なくない。そのためか、スタイルに合わせられずに長文の解説・論説を書き並べてしまうケースも多々見受けられている。これらはChakuwikiでは分割あるいは削除の対象となっていた。
Chakuwikiは、記事内の文章の編集（削除・書き換え・継ぎ足しなど）や割り込み投稿（項目を途中で追加すること）は原則として禁止となっていた。情報の更新・修正・補足・反論はぶら下げか下方の段落へ新たに節を設けての加筆で行い、項目の追加は最下段に行うのがルールであった（五十音順・時代順など指定がある場合を除く）。

## 記事
Chakuwikiの公式な目的は、バカが、バカなテーマで、バカな情報を集める場と記されており、具体的には、「物事のイメージを噂から明らかにすること」・「バカな情報の共有」・「客観的事実より主観（勘違い・思い違い・噂）の共有」等とされていた。ただし最近では、その比較的自由な性質から方向性がさまざまに拡大され、“もし歴史上の○○が○○だったら”というケースでの思い込みや妄想をバカなりにシミュレートする「歴史のif検討委員会」や、“もし日本国内にこんな独立国があったら”という妄想を、その地域の噂などの情報を交えながら具体化する「勝手に国づくり」、さまざまなステレオタイプに対する思い込みを共有・検証する「ベタの法則」など、さまざまなコンテンツが、利用者によって作られ、進行されていた。
大事件・大事故・大災害が発生した場合、それに関連のある投稿は規制されることがあった。実例としては、2008年には秋葉原通り魔事件、2011年には東北地方太平洋沖地震（東日本大震災）及び福島第一原子力発電所事故に関連する投稿が無期限で規制された事があり、2014年時点ではマレーシア航空の370便失踪事件と17便墜落事故に関連する投稿が規制されていた。さらに2020年時点ではCOVID-19に関連する投稿が規制されていた。

## 英語版
Chakuwikiは日本語版だけでなく、英語版も（日本語版創設の数日後から）存在していた。
かつての英語版の投稿スタイルは、箇条書きではあるものの、百科事典に近い形式をなしていた。ウィキペディアでは中立的な観点を掲げて各言語版間の差をなくすよう努めているが、チャクウィキではその正反対で、言語圏間の意識の差を尊重していた。「外国人の見た世界」というテーマでは、両者の意識の差を英語版より訳出していた。